# Nancye Wynne Bolton
Nancye Wynne Bolton (antes Wynne; 2 de diciembre de 1916 - 9 de noviembre de 2001) fue una jugadora de tenis de Australia. Ganó el título de individuales femeninos seis veces en los Campeonatos Australianos, solo por detrás de los 11 títulos de Margaret Court y los 7 de Serena Williams. Bolton ganó 20 títulos en los Campeonatos Australianos, siendo solo superada por los 23 títulos de Court.
Según Wallis Myers y John Orloff de The Daily Telegraph y el Daily Mail, Bolton estuvo clasificada entre las diez mejores del mundo en 1938, 1947 y 1948 (no se emitieron clasificaciones de 1940 a 1945), alcanzando el puesto número 4 del mundo en esas clasificaciones en 1947 y 1948. Según Ned Potter de la revista American Lawn Tennis, Bolton fue la segunda jugadora mejor clasificada en 1947, detrás de Louise Brough.

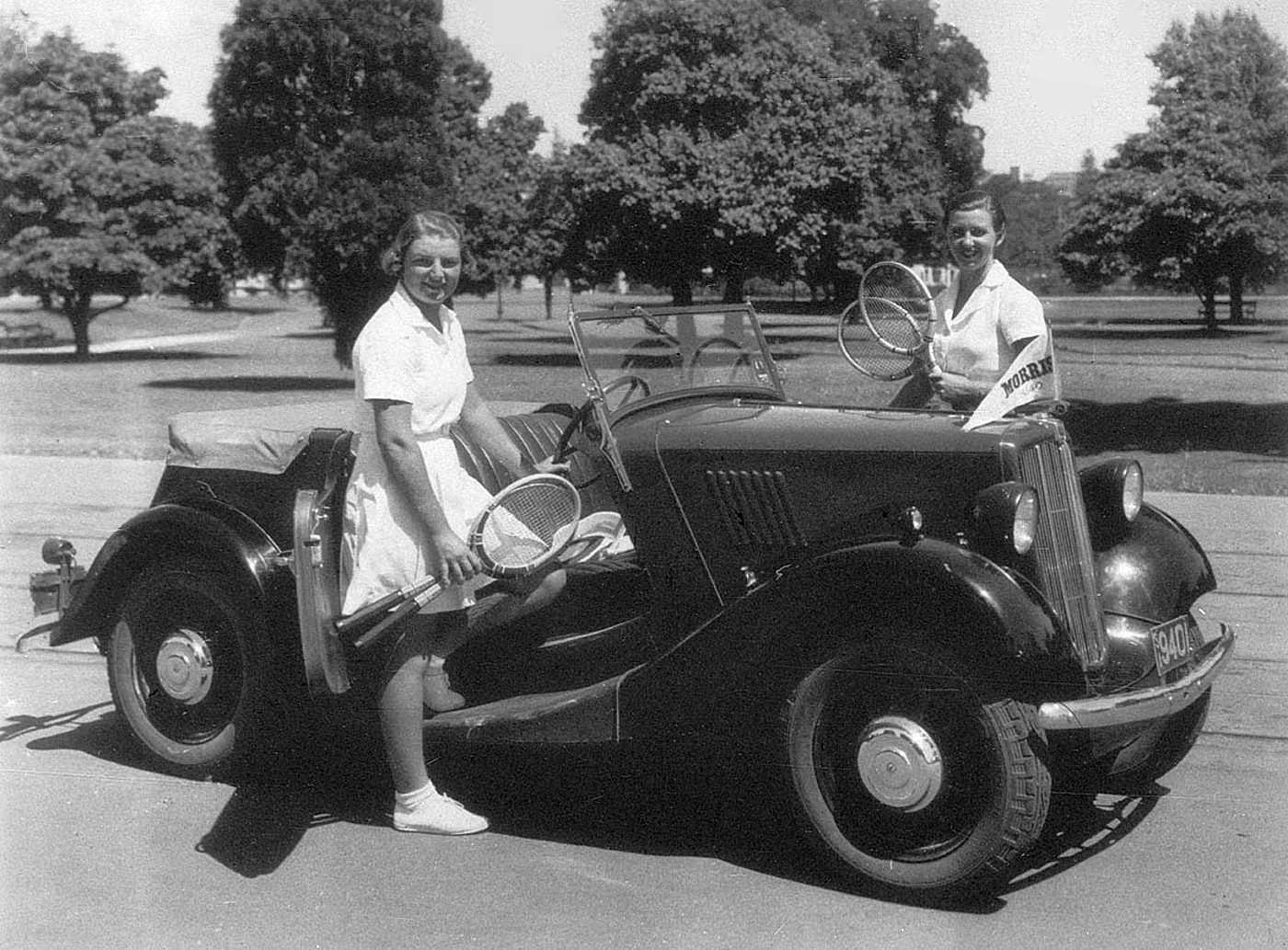
Thelma Coyne (izq.) y Nancye Wynne (dcha.) en Adelaida (1938)

Se casó con George Bolton el 6 de julio de 1940. Era piloto de la RAAF y murió en mayo de 1942 durante un ataque a Alemania.
Bolton fue incluida en el Salón de la Fama del Tenis Internacional en 2004.

## Finales de torneos de Grand Slam

### Individuales: 9 (6 títulos, 3 subcampeonatos)
| Resultado | Año  | Campeonato                | Superficie | Oponente             | Puntuación    |
| --------- | ---- | ------------------------- | ---------- | -------------------- | ------------- |
| Derrota   | 1936 | Abierto de Australia      | Césped     | Joan Hartigan        | 4–6, 4–6      |
| Victoria  | 1937 | Abierto de Australia      | Césped     | Emily Hood Westacott | 6–3, 5–7, 6–4 |
| Derrota   | 1938 | Abierto de Estados Unidos | Césped     | Alice Marble         | 0–6, 3–6      |
| Victoria  | 1940 | Abierto de Australia      | Césped     | Thelma Coyne Long    | 5–7, 6–4, 6–0 |
| Victoria  | 1946 | Abierto de Australia      | Césped     | Joyce Fitch          | 6–4, 6–4      |
| Victoria  | 1947 | Abierto de Australia      | Césped     | Nell Hall Hopman     | 6–3, 6–2      |
| Victoria  | 1948 | Abierto de Australia      | Césped     | Marie Toomey         | 6–3, 6–1      |
| Derrota   | 1949 | Abierto de Australia      | Césped     | Doris Hart           | 3–6, 4–6      |
| Victoria  | 1951 | Abierto de Australia      | Césped     | Thelma Coyne Long    | 6–1, 7–5      |

### Dobles: 12 (10 títulos, 2 subcampeonatos)
| Resultado | Año  | Campeonato           | Superficie | Compañera         | Oponentes                              | Puntuación    |
| --------- | ---- | -------------------- | ---------- | ----------------- | -------------------------------------- | ------------- |
| Victoria  | 1936 | Abierto de Australia | Césped     | Thelma Coyne Long | May Blik Katherine Woodward            | 6–2, 6–4      |
| Victoria  | 1937 | Abierto de Australia | Césped     | Thelma Coyne Long | Nell Hall Hopman Emily Hood Westacott  | 6–2, 6–2      |
| Victoria  | 1938 | Abierto de Australia | Césped     | Thelma Coyne Long | Dorothy Bundy Cheney Dorothy Workman   | 9–7, 6–4      |
| Victoria  | 1939 | Abierto de Australia | Césped     | Thelma Coyne Long | May Hardcastle Nell Hall Hopman        | 7–5, 6–4      |
| Victoria  | 1940 | Abierto de Australia | Césped     | Thelma Coyne Long | Joan Hartigan Emily Niemayer           | 7–5, 6–2      |
| Derrota   | 1946 | Abierto de Australia | Césped     | Thelma Coyne Long | Joyce Fitch Mary Bevis Hawton          | 7–9, 4–6      |
| Victoria  | 1947 | Abierto de Australia | Césped     | Thelma Coyne Long | Joyce Fitch Mary Bevis Hawton          | 6–3, 6–3      |
| Victoria  | 1948 | Abierto de Australia | Césped     | Thelma Coyne Long | Pat Jones Mary Bevis Hawton            | 6–3, 6–3      |
| Victoria  | 1949 | Abierto de Australia | Césped     | Thelma Coyne Long | Doris Hart Marie Toomey                | 6–0, 6–1      |
| Derrota   | 1950 | Abierto de Australia | Césped     | Thelma Coyne Long | Louise Brough Doris Hart               | 2–6, 6–2, 3–6 |
| Victoria  | 1951 | Abierto de Australia | Césped     | Thelma Coyne Long | Joyce Fitch Mary Bevis Hawton          | 6–2, 6–1      |
| Victoria  | 1952 | Abierto de Australia | Césped     | Thelma Coyne Long | Allison Burton Baker Mary Bevis Hawton | 6–1, 6–1      |

### Dobles mixtos: 8 (4 títulos, 4 subcampeonatos)
| Resultado | Año  | Campeonato              | Superficie | Compañero         | Oponentes                      | Puntuación    |
| --------- | ---- | ----------------------- | ---------- | ----------------- | ------------------------------ | ------------- |
| Derrota   | 1938 | Torneo de Roland Garros | Arcilla    | Christian Boussus | Simonne Mathieu Dragutin Mitić | 6–2, 3–6, 4–6 |
| Derrota   | 1938 | Campeonato de Australia | Césped     | Colin Long        | Margaret Wilson John Bromwich  | 3–6, 2–6      |
| Victoria  | 1940 | Campeonato de Australia | Césped     | Colin Long        | Nell Hall Hopman Harry Hopman  | 7–5, 2–6, 6–4 |
| Victoria  | 1946 | Campeonato de Australia | Césped     | Colin Long        | Joyce Fitch John Bromwich      | 6–0, 6–4      |
| Derrota   | 1947 | Campeonato de Wimbledon | Césped     | Colin Long        | Louise Brough John Bromwich    | 6–1, 4–6, 2–6 |
| Victoria  | 1947 | Campeonato de Australia | Césped     | Colin Long        | Joyce Fitch John Bromwich      | 6–3, 6–3      |
| Victoria  | 1948 | Campeonato de Australia | Césped     | Colin Long        | Thelma Coyne Long Bill Sidwell | 7–5, 4–6, 8–6 |
| Derrota   | 1951 | Campeonato de Wimbledon | Césped     | Mervyn Rose       | Doris Hart Frank Sedgman       | 5–7, 2–6      |

## Cronología de torneos de Grand Slam en individuales
| G | F | SF | CF | #R | RR | Q# | DNQ | A | NH |

(G) ganador; (F) finalista; (SF) semifinalista; (CF) cuartofinalista; (#R) rondas 4, 3, 2, 1; (RR) round-robin; (Q#) ronda de clasificación; (NC) no calificó; (A) ausente; (NS) no sostenido; (PA) porcentaje de acertamiento (eventos ganados / competido); (V–D) récord de victorias y derrotas.
| Tournament                | 1935 | 1936 | 1937 | 1938 | 1939 | 1940 | 1941–1944 | 1945 | 1946 | 1947 | 1948 | 1949 | 1950 | 1951 | 1952 | SR     | W–L   | Win % |
| ------------------------- | ---- | ---- | ---- | ---- | ---- | ---- | --------- | ---- | ---- | ---- | ---- | ---- | ---- | ---- | ---- | ------ | ----- | ----- |
| Abierto de Australia      | 2R   | F    | G    | SF   | 2R   | G    | NH        | NH   | G    | G    | G    | F    | SF   | G    | SF   | 6 / 13 | 44–7  | 86.3  |
| Torneo de Roland Garros   | A    | A    | A    | 3R   | A    | NH   | R         | A    | A    | A    | A    | A    | A    | A    | A    | 0 / 1  | 1–1   | 50.0  |
| Wimbledon                 | A    | A    | A    | 4R   | A    | NH   | NH        | NH   | A    | CF   | A    | A    | A    | 3R   | A    | 0 / 3  | 7–3   | 70.0  |
| Abierto de Estados Unidos | A    | A    | A    | F    | A    | A    | A         | A    | A    | SF   | A    | A    | A    | A    | A    | 0 / 2  | 7–2   | 77.8  |
| SR                        | 1–1  | 4–1  | 4–0  | 10–4 | 0–1  | 4–0  | –         | –    | 5–0  | 11–2 | 4–0  | 3–1  | 3–1  | 7–1  | 3–1  | 6 / 19 | 59–13 | 81.9  |